# Barry Cook
Barry David Cook (Nashville, 12 de agosto de 1958) es un animador de efectos, guionista, y director estadounidense que ha trabajado principalmente en el cine de animación desde la década de 1980. Cook y Tony Bancroft dirigieron el largometraje Mulan (1998), ganando el Premio Annie el mismo año por su trabajo en el filme. Cook ha dirigido otras películas como Arthur Christmas (2011) y Walking with Dinosaurs (2013), entre otras.

## Filmografía

### Cine
| Año  | Título                  | Créditos               |
| ---- | ----------------------- | ---------------------- |
| 1982 | Tron                    | Animador               |
| 1982 | Heidi's Song            | Asistente de animación |
| 1985 | The Black Cauldron      | Animador               |
| 1985 | My Science Project      | Animador               |
| 1986 | Captain EO              | Animador               |
| 1988 | Oliver & Company        | Animador               |
| 1989 | The Little Mermaid      | Animador               |
| 1990 | Roller Coaster Rabbit   | Animador               |
| 1990 | The Rescuers Down Under | Animador               |
| 1991 | Beauty and the Beast    | Supervisor de efectos  |
| 1992 | Off His Rockers         | Director               |
| 1992 | Aladdin                 | Supervisor de efectos  |
| 1993 | Trail Mix-Up            | Director               |
| 1993 | Aladdin                 | Director de animación  |
| 1998 | Mulan                   | Director               |
| 2011 | My Last Day             | Director y productor   |
| 2011 | Arthur Christmas        | Director               |
| 2013 | Walking with Dinosaurs  | Director               |